# Кёртис, Иэн
Иэн Ке́вин Кёртис (англ. Ian Kevin Curtis; 15 июля 1956, Стретфорд, Великобритания — 18 мая 1980, Маклсфилд, Восточный Чешир, Чешир, Англия, Великобритания) — английский рок-музыкант, поэт, вокалист и автор всех текстов песен группы Joy Division. Был признан культовой фигурой в истории рок-музыки и был неоднократно назван «крёстным отцом пост-панка и готик-рока». Также его творчество оказало значительное влияние на инди-рок и соответствующую культуру, поскольку лейбл Factory Records, на котором записывалась группа Joy Division, изначально являлся независимым музыкальным лейблом. «Предсмертная» песня Иэна Кёртиса Love Will Tear Us Apart стала одной из самых перепеваемых песен по всему миру.
Биография Кёртиса была обрисована в двух художественных фильмах — «Круглосуточные тусовщики» (2002) и «Контроль» (2007).

## Биография
Иэн Кёртис родился в Memorial Hospital на Олд-Траффорд в Манчестере, его детство прошло в районе Хёрдлсфилд в Маклсфилде. Он был старшим из двух детей Кевина и Дорин Кёртис. С ранних лет мальчик увлекался поэзией и развивал в себе литературные способности. Получив в 11 лет стипендию для поступления в маклсфилдскую King’s School, он не использовал эту возможность, однако продолжил всё сильнее увлекаться искусством, литературой и музыкой. По окончании средней школы Кёртис поступил на работу государственным служащим — сначала в Манчестере, потом в Маклсфилде.
Будучи подростком, Кёртис посещал пожилых людей в рамках школьной программы социальной службы. Посещая этих людей, Кёртис и его друзья воровали любые лекарственные препараты, которые могли найти, а после вместе их принимали. В один из таких случаев, когда ему было шестнадцать, Кёртис принял большую дозу Ларгактила и был найден без сознания в собственной спальне своим отцом, а после доставлен в ближайшую больницу, где ему сделали промывание желудка.
Кёртис начал проявлять живой интерес к музыке с 12 лет, и этот интерес развивался у него в подростковые годы. Его любимыми музыкантами были Джим Моррисон и Дэвид Боуи, оказавшие большое влияние на его творчество. Тем не менее Кёртис, будучи выходцем из рабочего класса, редко мог позволить себе покупку музыкальных пластинок, поэтому нередко прибегал к их краже в местных магазинах.
Основными литературными примерами для подражания были для него Уильям Берроуз, Джеймс Баллард и Джозеф Конрад (заголовки песен «Interzone», «Atrocity Exhibition» и «Colony» заимствованы у каждого из них, соответственно).
Признан английской музыкальной критикой одной из самых ярких фигур британской сцены конца 1970-х, оказавших влияние на развитие музыкального течения пост-панк.
23 августа 1975 года Кёртис женился на школьной подруге Деборе Вудрафф (ему было 19, ей 18). Они познакомились благодаря их общему другу Тони Нуталлу, и сначала были просто друзьями, однако в 1972, когда им было всего по 16 лет, начали встречаться. 16 апреля 1979 года у них родилась дочь Натали.

### Joy Division
На июньском концерте Sex Pistols в 1976 году Кёртис встречает трёх своих школьных друзей: Бернарда Самнера, Питера Хука и Тэрри Мэйсона, которые сообщают Кёртису о своём намерении создать группу, и тот рассказывает о желании поступить аналогичным образом. Первоначально группа стала называть себя «Warsaw», вдохновлённая песней «Warszawa» Дэвида Боуи с его альбома Low, но впоследствии решила сменить своё название, чтобы избежать путаницы с уже существующей тогда лондонской группой «Warsaw Pakt». Новое название «Joy Division» было взято из порнографического романа «Ка-Цетник 135633» «Дом кукол» (1953), в котором так назывался публичный дом для нацистских солдат, состоящий из узниц концлагерей, во время Второй Мировой войны. Кёртис стал вокалистом и автором всех текстов песен (изредка аккомпанируя себе на гитаре), а также полноправным лидером группы:

По природе своей Иэн был слишком для своего времени незлоблив. Он мог иногда вести себя агрессивно, но внутренней озлобленности в нём не было. Он шёл навстречу людям. Видел, что кто-то расстроен или растерян, тут же спешил расспросить и чем-то помочь. Для нас же с Бернардом (Самнером) он стал настоящим учителем. Давал нам читать Берроуза и Керуака, слушать Kraftwerk и The Doors. Он был удивительным воспитателем. А когда кто-нибудь начинал ныть от нескончаемых неудач, непременно пытался приободрить: «Да брось ты, прорвёмся!»

Мрачные, погребальные тексты Кёртиса создали Joy Division репутацию беспросветно депрессивной группы. Низкий, безучастный голос Кёртиса контрастировал с его выступлениями на сцене, на которой певец словно погружался в транс, сопровождая пение неистовыми, роботоподобными телодвижениями, также напоминающими конвульсии эпилептика. Эпилепсией Кёртис действительно страдал, хотя участники группы узнали об этом не сразу.

…Всё переменилось вечером 27 декабря 1978 года после концерта в лондонском Hope & Anchor. По пути домой с Иэном случился эпилептический припадок, и я четыре часа просидел с ним, удерживая язык. Весь ужас состоял в том, что он постоянно корил себя, ощущал себя обузой. Очень старался продолжать как ни в чём ни бывало, и мы были благодарны ему за это, но… Может быть, нам следовало бы более внятно выражать свою благодарность. Но упоминать болезнь было никак нельзя, это усугубило бы положение. Оставалось отделываться пустыми фразами — а это было ещё хуже. Бросишь ему: «Да ладно, все нормально!» — он тут же и выкинет такую штуку, которая тут же докажет обратное. В этом смысле он был сам себе худшим врагом.
— Питер Хук 
Болезнь прогрессировала по мере деятельности группы. Под конец припадки случались во время выступлений.

### Личная жизнь
Вдова Кёртиса утверждала, что в октябре 1979 года Кёртис начал вести роман с бельгийской журналисткой и музыкальным промоутером по имени Анник Оноре, с которой он впервые встретился на концерте в Брюсселе. Сообщается, что, несмотря на то, что он уже много лет демонстрировал несколько контролирующее отношение в своих отношениях (в том числе его активное сведение к минимуму любой возможности для его жены вступить в контакт с другими мужчинами), Кёртис был поглощен виной из-за того, что он состоит в браке и у него есть дочь, но в то же время все ещё жаждал быть с Анник. Однажды в 1980 году Кёртис попросил Бернарда Самнера принять от его имени решение о том, следует ли ему остаться с женой или установить более глубокие отношения с Анник, хотя Самнер отказался принять это решение от имени Кёртиса. Сама Анник Оноре заявила в интервью в 2010 году, что, хотя она и Кёртис проводили длительные периоды времени в компании друг друга, их отношения были платоническими.

## Смерть

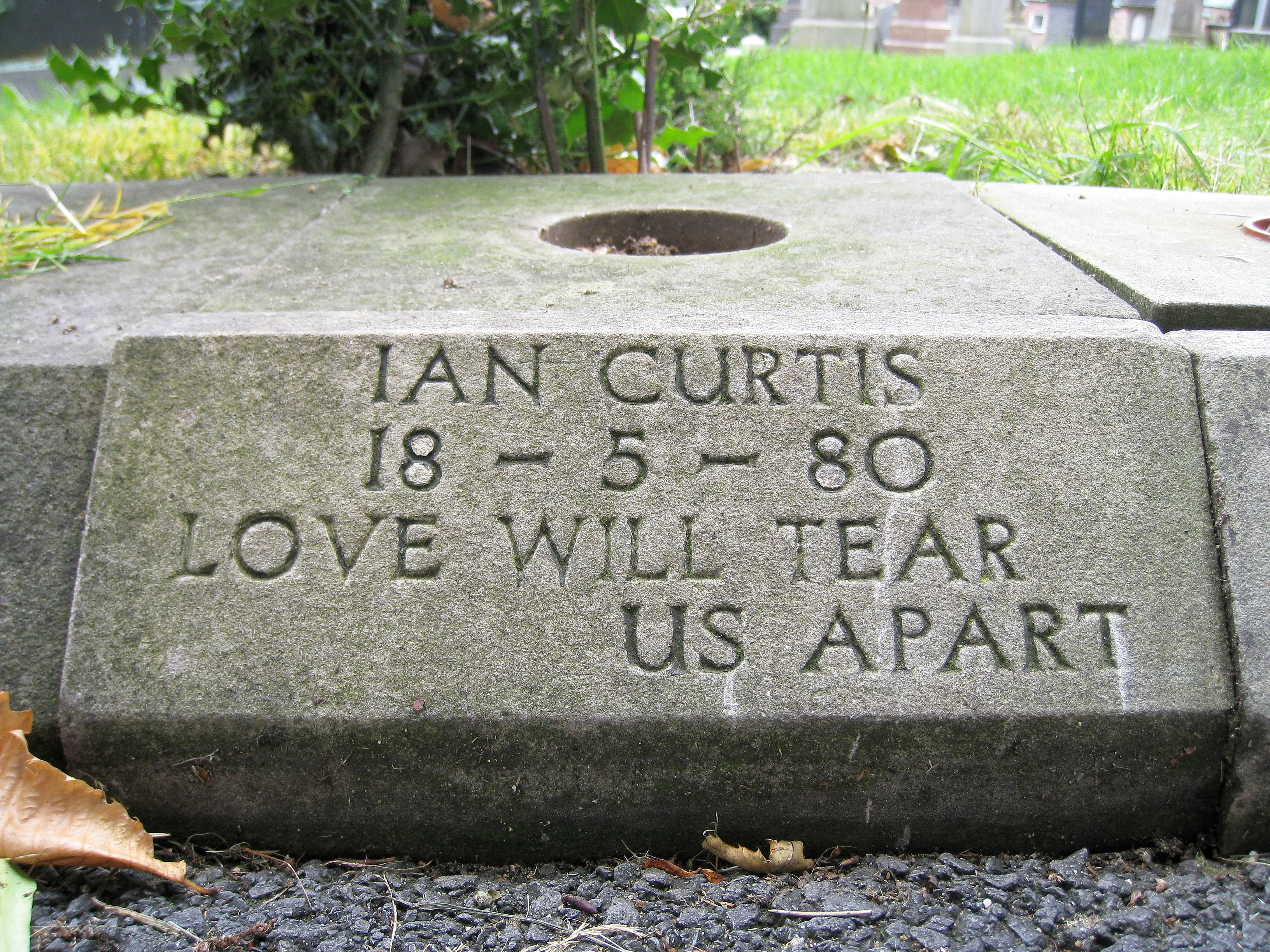
Надгробие Иэна Кёртиса со строчкой одноимённой песни «Love Will Tear Us Apart»

Весной 1980 года, несмотря на растущие перспективы Joy Division, сам Кёртис был в депрессии. Его брак был подорван любовью к бельгийке Анник Оноре, припадки эпилепсии происходили всё чаще. 18 мая Кёртис сделал петлю на веревке для сушки белья и повесился в своём доме в Маклсфилде через несколько недель после первой попытки самоубийства. Жена певца обнаружила тело Кёртиса утром на кухне. На проигрывателе продолжал крутиться альбом The Idiot Игги Попа. Вечером предыдущего дня Кёртис просмотрел фильм «Строшек» Вернера Херцога, а также провёл телефонный разговор с Пи-Орриджем из Throbbing Gristle, который по окончании беседы был уверен в скором суициде Кёртиса. Тело певца было кремировано 23 мая.
Факт смерти Кёртиса повлиял на рост известности Joy Division и, как следствие, на внимание, которое было оказано вышедшим летом того же года финальным пластинкам группы. Оставшиеся участники Joy Division решили продолжить свою деятельность под названием New Order.